# Wiącków
Wiącków – nieczynna stacja towarowa w województwie podlaskim, w powiecie hajnowskim w Polsce.